# グラスマンの法則 (言語学)
グラスマンの法則（グラスマンのほうそく、Grassmann's Law）は印欧祖語における音韻推移を示す法則であり、印欧祖語で2つの帯気音の間に、何も無いか、母音がある場合、ギリシャ語派とインド・イラン語派への音韻推移のみは、先頭の帯気音 [*h] が脱落することである。ドイツの言語学者ヘルマン・ギュンター・グラスマンにより1863年に指摘された。
|                | 置く              | 守る・尋ねる |
| -------------- | ----------------- | ------------ |
| 印欧祖語       | *dhedhē- *dhidhē- | *bheudh-     |
| サンスクリット | dadhāti           | bodhati      |
| ギリシア語     | tithēmi           | peuthomai    |

印欧祖語音韻推移の例外としては、ヴェルナーの法則より先に指摘されたが、法則自体はヴェルナーの方が有名なため、書籍などではヴェルナーの法則の直後に記されることが多い。